# Atom Heart Mother World Tour
L'Atom Heart Mother World Tour va ser una gira de concerts internacional del grup britànic Pink Floyd, realitzada entre el mes de setembre del 1970 i l'octubre de 1971. Va ser la gira que va marcar l'inici de les visites del grup a països com el Japó o Austràlia. Amb la idea de promocionar el seu nou àlbum Atom Heart Mother, la banda va contractar orquestres locals i cors en alguns dels concerts per interpretar la peça principal de l'àlbum mentre la interpretaven en un arranjament de quatre peces en altres ocasions.

## Banda durant la gira
- David Gilmour – guitarra, veu
- Roger Waters – baix, guitarra acústica, veu
- Richard Wright – teclats, vibraphone, veu
- Nick Mason – bateries, percussió

Músics addicionals:
- Orquestres locals i cors, en algunes dates[3]

## Repertori
El típic repertori del 1979 incloïa algunes de les cançons següents:
- "Astronomy Domine"
- "Interstellar Overdrive"
- "Set the Controls for the Heart of the Sun"
- "A Saucerful of Secrets"
- "Cymbaline"
- "Green is the Colour"
- "Quicksilver"
- "Main Theme"
- "Careful With That Axe, Eugene"
- "Sysyphus", pts. 1–4
- "Moonhead" (únicament interpretada dues vegades)
- "Grantchester Meadows"
- "Embryo"
- "The Violent Sequence"
- "Heart Beat, Pig Meat"
- "Atom Heart Mother"
- "Fat Old Sun"
- "Alan's Psychedelic Breakfast"
- "Several Species of Small Furry Animals Gathered Together in a Cave and Grooving with a Pict" (parcialment) [cal citació]
- "Corrosion"
- "More Blues"
- "Biding My Time"

## Dates de la gira
| Data             | Ciutat                    | País                 | Lloc                                                                   |
| Europa           | Europa                    | Europa               | Europa                                                                 |
| ---------------- | ------------------------- | -------------------- | ---------------------------------------------------------------------- |
| 27 juny 1970     | Shepton Mallet            | Anglaterra           | Bath Festival of Blues & Progressive Music at Bath and West Showground |
| 28 juny 1970     | Rotterdam                 | Països Baixos        | Kralingen Music Festival, Kralingse Bos                                |
| 12 juliol 1970   | Aquisgrà                  | Alemanya Occidental  | Aachen Open Air Pop Festival, Reiterstadion Soers                      |
| 16 juliol 1970   | Londres                   | Anglaterra           | Paris Theatre                                                          |
| 18 juliol 1970   | Londres                   | Anglaterra           | Hyde Park                                                              |
| 23 juliol 1970   | Valbonne                  | France               | Pop Music Festival                                                     |
| 26 juliol 1970   | Antibes                   | France               | La Pinède                                                              |
| 1 agost 1970     | Aix-En-Provence           | France               | Festival D'Aix-En-Provence                                             |
| 5 agost 1970     | Biot                      | France               | Popanilia Festival                                                     |
| 8 agost 1970     | Saint-Tropez              | France               | Saint-Tropez Festival de Musique at Plage                              |
| 12 agost 1970    | Poitiers                  | France               | Les Arènes                                                             |
| 15 agost 1970    | Barkisland                | Anglaterra           | Yorkshire Folk, Blues, and Jazz Festival                               |
| 29 agost 1970    | Heidelberg                | Alemanya Occidental  | Open Air Festival                                                      |
| 31 agost 1970    | Kent                      | Anglaterra           | Charlton Park                                                          |
| 12 setembre 1970 | París                     | França               | Fête de l'Humanité al Bois de Vincennes                                |
| 16 setembre 1970 | Londres                   | Anglaterra           | Playhouse Theatre                                                      |
| Amèrica del Nord |                           |                      |                                                                        |
| 26 setembre 1970 | Filadèlfia                | Estats Units         | Electric Factory                                                       |
| 27 setembre 1970 | Nova York                 | Estats Units         | Fillmore East                                                          |
| 1 octubre 1970   | Portland                  | Estats Units         | Memorial Coliseum                                                      |
| 2 octubre 1970   | Seattle                   | Estats Units         | Moore Theatre                                                          |
| 3 octubre 1970   | Seattle                   | Estats Units         | Moore Theatre                                                          |
| 4 octubre 1970   | Spokane                   | Estats Units         | Gonzaga University                                                     |
| 6 octubre 1970   | Ellensburg, Washington    | Estats Units         | Central Washington University                                          |
| 7 octubre 1970   | Vancouver                 | Canada               | Garden Auditorium                                                      |
| 8 octubre 1970   | Calgary                   | Canada               | Jubilee Auditorium                                                     |
| 9 octubre 1970   | Edmonton                  | Canada               | Sales Pavilion Annex                                                   |
| 10 octubre 1970  | Saskatoon                 | Canada               | Centennial Auditorium                                                  |
| 11 octubre 1970  | Regina                    | Canada               | Saskatchewan Centre of the Arts                                        |
| 13 octubre 1970  | Winnipeg                  | Canada               | Centennial Concert Hall                                                |
| 15 octubre 1970  | Salt Lake City            | United States        | Terrace Ballroom                                                       |
| 16 octubre 1970  | San Rafael                | United States        | Pepperland Auditorium                                                  |
| 17 octubre 1970  | San Rafael                | United States        | Pepperland Auditorium                                                  |
| 18 octubre 1970  | San Diego                 | United States        | Intercollegiate Baseball Facility                                      |
| 21 octubre 1970  | San Francisco             | United States        | Fillmore West                                                          |
| 23 octubre 1970  | Santa Monica, Califòrnia  | United States        | Santa Monica Civic Auditorium                                          |
| 25 octubre 1970  | Boston                    | United States        | The Tea Party                                                          |
| 31 octubre 1970  | Cincinnati                | United States        | Cincinnati Gardens                                                     |
| Europa           |                           |                      |                                                                        |
| 6 novembre 1970  | Amsterdam                 | Països Baixos        | Concertgebouw                                                          |
| 7 novembre 1970  | Rotterdam                 | Països Baixos        | De Doelen                                                              |
| 11 novembre 1970 | Göteborg                  | Suècia               | Konserthuset                                                           |
| 12 novembre 1970 | Copenhaguen               | Dinamarca            | Falkoner Center                                                        |
| 13 novembre 1970 | Aarhus                    | Dinamarca            | Vejlby-Risskov Hallen                                                  |
| 14 novembre 1970 | Hamburg                   | Alemanya Occidental  | Ernst-Merck-Halle                                                      |
| 21 novembre 1970 | Montreux                  | Suïssa               | Altes Casino                                                           |
| 22 novembre 1970 | Montreux                  | Suïssa               | Altes Casino                                                           |
| 23 novembre 1970 | Viena                     | Àustria              | Wiener Konzerthaus                                                     |
| 25 novembre 1970 | Ludwigshafen              | Alemanya Occidental  | Friedrich Ebert Halle                                                  |
| 26 novembre 1970 | Stuttgart                 | Alemanya Occidental  | Killesberghalle                                                        |
| 27 novembre 1970 | Hannover                  | Alemanya Occidental  | Niedersachsenhalle                                                     |
| 28 novembre 1970 | Saarbrücken               | Alemanya Occidental  | Saarlandhalle                                                          |
| 29 novembre 1970 | Múnic                     | Alemanya Occidental  | Circus Crone                                                           |
| 4 desembre 1970  | París                     | França               | ORTF TV Studios                                                        |
| 5 desembre 1970  | París                     | França               | ORTF TV Studios                                                        |
| 11 desembre 1970 | Brighton                  | Anglaterra           | The Big Apple                                                          |
| 12 desembre 1970 | Dagenham                  | Anglaterra           | The Roundhouse                                                         |
| 18 desembre 1970 | Birmingham                | Anglaterra           | Town Hall                                                              |
| 20 desembre 1970 | Bristol                   | Anglaterra           | Colston Hall                                                           |
| 21 desembre 1970 | Manchester                | Anglaterra           | Free Trade Hall                                                        |
| 22 desembre 1970 | Sheffield                 | Anglaterra           | City Hall                                                              |
| 17 gener 1971    | Londres                   | Anglaterra           | Roundhouse, Chalk Farm, The Implosion                                  |
| 23 gener 1971    | Leeds                     | Anglaterra           | University Refectory                                                   |
| 3 febrer 1971    | Devon                     | Anglaterra           | Great Hall                                                             |
| 12 febrer 1971   | Colchester                | Anglaterra           | Lecture Theater                                                        |
| 13 febrer 1971   | Farnborough, Hampshire    | Anglaterra           | Students Union Bar                                                     |
| 20 febrer 1971   | Londres                   | Anglaterra           | Student Union                                                          |
| 22 febrer 1971   | Lió                       | França               | Théâtre du Huitième                                                    |
| 24 febrer 1971   | Münster                   | Alemanya Occidental] | Münsterlandhalle                                                       |
| 25 febrer 1971   | Hamburg                   | Alemanya Occidental] | Musikhalle Hamburg                                                     |
| 26 febrer 1971   | Offenbach                 | Alemanya Occidental] | Stadthalle Offenbach                                                   |
| 27 febrer 1971   | Frankfurt                 | Alemanya Occidental] | Festhalle Frankfurt                                                    |
| 3 abril 1971     | Rotterdam                 | Països Baixos        | Sportpaleis Ahoy (2 espectacles)                                       |
| 12 abril 1971    | Sunderland, Tyne and Wear | Anglaterra           | Locarno                                                                |
| 16 abril 1971    | Doncaster                 | Anglaterra           | Top Rank Suite                                                         |
| 22 abril 1971    | Norwich                   | Anglaterra           | Norwich Lads Club                                                      |
| 7 maig 1971      | Lancaster (Lancashire)    | Anglaterra           | Central Hall                                                           |
| 15 maig 1971     | Londres                   | Anglaterra           | Crystal Palace Bowl                                                    |
| 18 maig 1971     | Stirling                  | Scotland             | Stirling University                                                    |
| 19 maig 1971     | Edimburg                  | Scotland             | Caledonian Cinema                                                      |
| 20 maig 1971     | Glasgow                   | Scotland             | The Ballroom                                                           |
| 21 maig 1971     | Nottingham                | Anglaterra           | Trent Polytechnic                                                      |
| 2 juny 1971      | Edimburg                  | Escòcia              | Student Health Centre & Refectory                                      |
| 4 juny 1971      | Düsseldorf                | Alemanya Occidental  | Philips Halle                                                          |
| 5 juny 1971      | Berlín Occidental         | Alemanya Occidental  | Sportpalast                                                            |
| 12 juny 1971     | Lió                       | França               | Palais des Sports                                                      |
| 15 juny 1971     | Royaumont                 | França               | Abbaye de Royaumont                                                    |
| 19 juny 1971     | Brescia                   | Itàlia               | Palazzo dello Mostra                                                   |
| 20 juny 1971     | Roma                      | Itàlia               | PalaEur dello Sport EUR                                                |
| 22 juny 1971     | Pilton, Somerset          | Anglaterra           | Glastonbury Fayre at Worthy Farm                                       |
| 23 juny 1971     | Hatfield, Hertfordshire   | Anglaterra           | Main Hall                                                              |
| 26 juny 1971     | Amsterdam                 | Països Baixos        | Concert gratuït a l'Amsterdamse Bos                                    |
| 1 juliol 1971    | Ossiach                   | Àustria              | Ossiach Festival at Stiftshoff                                         |
| Àsia             |                           |                      |                                                                        |
| 6 agost 1971     | Hakone, Kanagawa          | Japó                 | Hakone Aphrodite Open Air Festival at Seikei Gakuen Jofudai            |
| 7 agost 1971     | Hakone, Kanagawa          | Japó                 | Hakone Aphrodite Open Air Festival at Seikei Gakuen Jofudai            |
| 9 agost 1971     | Osaka                     | Japó                 | Festival Hall                                                          |
| Oceania          |                           |                      |                                                                        |
| 13 agost 1971    | Melbourne                 | Austràlia            | Festival Hall                                                          |
| 15 agost 1971    | Sydney                    | Austràlia            | Randwick Racecourse                                                    |
| Europe           |                           |                      |                                                                        |
| 18 setembre 1971 | Montreux                  | Suïssa               | Festival de Musique Classique at Pavillon de Montreux                  |
| 19 setembre 1971 | Montreux                  | Suïssa               | Festival de Musique Classique at Pavillon de Montreux                  |
| 22 setembre 1971 | Estocolm                  | Suècia               | Kungliga Tennishallen                                                  |
| 23 setembre 1971 | Copenhaguen               | Dinamarca            | K.B. Hallen                                                            |
| 28 setembre 1971 | Estocolm                  | Suècia               | Kungliga Tennishallen                                                  |
| 30 setembre 1971 | Londres                   | Anglaterra           | Paris Theatre                                                          |
| 2 octubre 1971   | Pompeii                   | Italy                | Amfiteatre de Pompeia (Live in Pompeii)                                |
| 3 octubre 1971   | Pompeii                   | Italy                | Amfiteatre de Pompeia (Live in Pompeii)                                |
| 4 octubre 1971   | Pompeii                   | Italy                | Amfiteatre de Pompeia (Live in Pompeii)                                |
| 5 octubre 1971   | Pompeii                   | Italy                | Amfiteatre de Pompeia (Live in Pompeii)                                |
| 6 octubre 1971   | Pompeii                   | Italy                | Amfiteatre de Pompeia (Live in Pompeii)                                |
| 7 octubre 1971   | Pompeii                   | Italy                | Amfiteatre de Pompeia (Live in Pompeii)                                |
| 10 octubre 1971  | Bradford                  | Anglaterra           | Great Hall                                                             |
| 11 octubre 1971  | Birmingham                | Anglaterra           | Town Hall                                                              |